# Desmoclystia falsidica
Desmoclystia falsidica là một loài bướm đêm trong họ Geometridae.